# Этелисы
Этелисы (лат. Etelis) — род лучепёрых рыб семейства луциановых (Lutjanidae). Распространены в Индо-Тихоокеанской области и в западной части Атлантического океана. Максимальная длина тела у разных видов варьируется от 80 до 127 см. Морские бентопелагические рыбы. Обитают над скалистыми грунтами на глубине от 45 до 450 м. Питаются рыбами, кальмарами и ракообразными. Имеют промысловое значение.

## Описание
Тело удлинённое, веретенообразной формы, покрыто чешуёй среднего размера. В боковой линии 47—53 чешуй. Верхняя челюсть покрыта чешуёй, её задний край доходит до вертикали, проходящей через середину или задний край орбиты глаза. Нижняя челюсть немного выдаётся вперёд. Зубы на челюстях маленькие, расположены в несколько рядов, в переднем ряде увеличенные, впереди 1-2 пары клыковидных зубов; на сошнике зубы расположены в форме дуги или V-образно, без заднего выроста в средней части. Межорбитальное пространство плоское. Спинной плавник сплошной, но между колючей и мягкой частями заметная выемка. В колючей части 10 жёстких лучей, а в мягкой части 11 (редко 10) мягких лучей. Чешуя на спинном и анальном плавниках отсутствует. В анальном плавнике 3 жёстких и 8 мягких лучей. Последний мягкий луч в спинном и анальном плавниках немного удлинённый. Грудные плавники удлинённые, но несколько короче длины головы, с 15—17 мягкими лучами. Хвостовой плавник вильчатый.
Тело окрашено в различные оттенки красного или розового цвета, нижняя часть тела и брюхо серебристые или беловатые.

## Классификация
В составе рода выделяют 4 вида:
- Etelis carbunculus Cuvier, 1828 — Рубиновый этелис
- Etelis coruscans Valenciennes, 1862 — Лирохвостый этелис
- Etelis oculatus (Valenciennes, 1828) — Королевский этелис
- Etelis radiosus W. D. Anderson, 1981 — Светло-красный этелис